# Alopecosa restricta
Alopecosa restricta är en spindelart som beskrevs av Cândido Firmino de Mello-Leitão 1940. 
Alopecosa restricta ingår i släktet Alopecosa och familjen vargspindlar. Inga underarter finns listade i Catalogue of Life.